# Solnabron

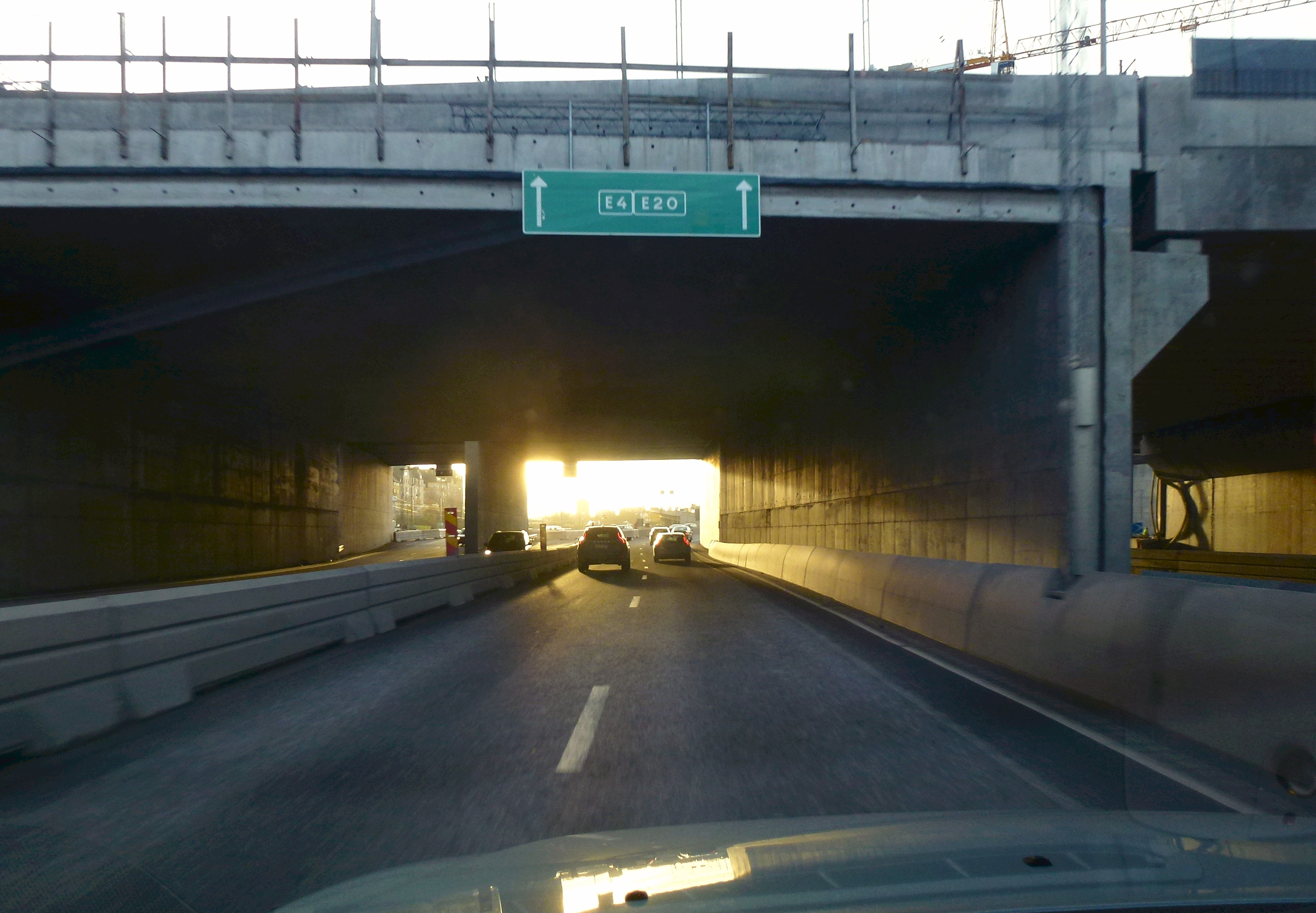
"Solnabron" i november 2013, vy mot väst.

Solnabron var tidigare en förbindelse mellan Torsgatan i Stockholms innerstad och Solnavägen i Solna kommun i form av en viadukt över delar av järnvägsområdet vid den numera rivna godsstationen Norra station och över Värtabanan. Den norra delen gick över trafikleden Norra länken. Bron passerades 2010 av 26 000 fordon per dygn. 
Under åren 2011 till 2013 var den ursprungliga Solnabron ersatt av en tillfällig träbro. Den nya förbindelsen som invigdes den 15 november 2013 är inbyggd i överdäckningen av spårområdet och Norra länken i Hagastaden. Namnet "Solnabron" har utgått för att ersättas med Solnavägen.

## Den första Solnabron (1942 - 2011)
| Gamla Solnabrons stålkonstruktion, 2008 och rivningen 2011. |  | Gamla Solnabrons stålkonstruktion, 2008 och rivningen 2011. |
| Gamla Solnabrons stålkonstruktion, 2008 och rivningen 2011. |  |                                                             |

När Solnabron invigdes 1942 innebar den en betydande ny länk, och flera vetenskapliga institutioner förlades på det område som idag är Karolinska Universitetssjukhuset, nära brons norra fäste. Viadukten var 230 meter lång och 27 meter bred. Bron var konstruerad av stålbalkar, stålpelare och armerad betong.
Medan bron planerades framlade Statens Järnvägar, som ägde järnvägsområdet under bron, krav på att brons pelare skulle gå att flytta, detta för att möjliggöra framtida omläggningar av spåren. Trots att denna möjlighet aldrig faktiskt utnyttjades förblev merparten av pelarna flyttbara fram tills bron revs. De flesta spåren är idag avlägsnade och endast Värtabanans genomgående spårförbindelse kvarstår. Fram till år 2010 fanns påfarts- och avfartsramper till Norra länken västerut från Solnabron.

## Provisoriska Solnabron (2011 - 2013)
| Nya Solnabron i september 2010 (vänster) och i juli 2011 (höger) |  | Nya Solnabron i september 2010 (vänster) och i juli 2011 (höger) |
| Nya Solnabron i september 2010 (vänster) och i juli 2011 (höger) |  |                                                                  |

År 2011 revs den ursprungliga Solnabron och ersattes av en provisorisk träbro från Moelven Töreboda AB. Med en längd av 181,5 meter var bron norra Europas längsta träbro till en kostnad av 67 miljoner kronor. Den provisoriska bron hade fundament av betong och stål medan själva brobanan utfördes av massivt trä. Bron var cirka 30 meter bred med dubbla körfält samt gång- och cykelväg i båda färdriktningarna. Den färdigställdes i april 2011. Det fanns planer på att sälja den tillfälliga träbron efter avslutat provisorium, men det blev aldrig någon försäljning. Den monterades ner och enligt uppgift till Radio Stockholm är det en av Trafikverkets underleverantörer som har fått överta den.

## Framtid
När Hagastaden står färdig kommer förbindelsen mellan Stockholm och Solna att vara utformad som en vanlig innerstadsgata. Under den ligger tre tunnelrör för fordonstrafik på Norra länken, ett tunnelrör för Värtabanan samt ett stort garage. Solnabron utgått som namn och sträckan ingår nu i Solnavägen. År 2025 skall hela nya Hagastaden vara färdigbyggd på överdäckningen.